# Code over geluidsniveaus op schepen
De Code over geluidsniveaus op schepen (Code on Noise Levels on Board Ships, NOISE-code) is de SOLAS-standaard op het gebied van geluidsniveaus aan boord van schepen. Met resolutie MSC.337(91) werd op 30 november 2012 bepaald dat de code op 1 juli 2014 van kracht zou worden. Daarmee verving deze de eerdere code uit 1981 die niet verplicht was.